# 남후면
남후면(南後面)은 대한민국 경상북도 안동시의 면이다. 면사무소 소재지는 남일로 1465-9(무릉리 372-2번지).

## 연혁
남후면은 안동시의 중남부에 위치한 면으로 조선시대에는 안동부의 남쪽에 있다하여 부남(府南)이라 칭하다가 조선 숙종 때 남선과 남후 두 면(面)으로 갈라졌다.
1914년 행정구역 개편으로 면 제도가 생겨서 남후면이라 칭하였다. 법정리는 10개리였으나 1983년에 수상리와 수하리가 강남동에 편입되고 풍산읍 단호리가 남후면으로 편입되었으며 1995년 1월 1일 행정구역 변경으로 현재의 안동시 남후면으로 명칭이 변경 되었다. 2021.9.24. 검암1리를 검암리로, 검암2리를 대계리로 행정 리 명칭이 변경 되었으며, 현재 광음1리를 비롯 14개 행정 리에 33개 자연 마을로 구성 되어 있다.
- 1914년 3월 1일 : 행정구역 개편으로 남후면이 되었다.
- 1983년 2월 15일 : 남후면 수상리와 수하리가 안동시 강남동에 편입
- 1987년 1월 1일 : 풍산읍 단호리를 편입

## 마을 유래
- 개곡리(皆谷)
  - 이 마을은 고려 말에 사복재(思復齋) 권정(權定) 선생이 접거(接居)하였으므로 접실이라 하며 안동 김씨와 밀양 박씨의 동성 마을이다. 이 마을은 골마와 덕마로 나누는데 별신굿이나 동채싸움을 할 때는 골마와 덕마로 나누어서 겨룬다. 예부터 맛 좋은 무가 생산되어 왕께 진상했다고 한다. 영조께서 접실 무가 맛이 좋다는 이야기를 듣고 신하에게 그 무를 구해 오라 했더니, 신하는 안동 접실까지 가지 않고 동대문시장에서 구해 왕에게 바쳤다. 왕께서 접실 무인가를 확인하기 위해 장물에 담가 보니 보통 무와 같으므로(접실 무는 장물에 담그면 무 전체가 간장을 빨아 들임) 즉석에서 처형하였다고 한다. 접실 마을 앞 밭 전체가 무를 재배해도 다 그런 것이 아니고 2, 3필지가 그러하다고 전해지고 있다.
- 검암리
  - 1914년 행정구역 폐합에 따라 대야리를 병합하여 검암리라 하였다. 이 마을은 400여 년 전에 순천 김씨가 개척하였고 마을 뒤에 검은 바위가 있어서 검바우라 했으며 이곳은 선비들이 모여서 소일하던 곳이기도 하다. 특산물로는 무와 배추이고, 맛이 좋아서 옛날 임금님께 진상하였다고 전한다.
- 대계리
  - 2021.9.24. 검암1리를 검암리로, 검암2리를 대계리로 행정 리 명칭이 변경 되었다. 마을 앞으로 낙동강과 미천(湄川)의 물줄기가 만나 합쳐진 후 다시 흘러감으로 “대계(大溪)”라 하였으며, 낙동강을 숫물, 미천을 암물이라 하고 두 강이 만나 형성된 넓은 백사장에서 뜸질을 하면 만병에 좋다고 외지에서 많은 사람들이 찾아 왔었다. 입향조(入鄕祖) 연수제공(鍊修齊公)이 조선 선조 신사년(1581년)에 입향한 이래 현재까지 (신)안동 김씨 집성촌을 이루고 있으며, 속음(俗音)으로 “한개(계), 행개(계)”라 불리고 있다.
- 고상리
  - 이 마을은 본래 남후면 지역으로 고일 위쪽이 되므로 웃고일 또는 상고곡, 상고동이라 하였는데 1914년 행정구역 폐합에 따라 납시리, 중방리, 흠실 등을 병합하여 고상리라 한다.
- 고하리(古下里)
  - 이 마을은 고일 아래쪽에 있다고 아랫고일, 하고곡, 하고동이라 하였는데 1914년 행정구역 폐합에 따라 갈곡, 신기, 덕곡, 죽리를 병합하여 고하리라 한다.
- 광음리
  - 이곳은 넓고 큰 바위가 여러 곳에 산재하고 있어 광암이라 하던 것이 변하여 광음이 되었다 한다. 예부터 광음 열두 동네라고 하는 말은 자연마을이 많다는 뜻이고, 광음리는 중앙선 철도와 미천(眉川) 및 5번 국도를 함께 접하고 있는 곳이다. 1914년 행정구역 폐합에 따라 구리, 암산, 신기, 장성배기, 원당곡, 한곡 등을 합하여 광음리라 한다.
- 단호리
  - 이 지역은 본래 서선면 지역으로 1914년 행정구역 폐합에 따라 고현과 오미를 병합하여 단호리라 하여 풍산읍에 있었으나 지금은 남후면이다.
- 무릉리
  - 이곳은 1914년 행정구역 폐합에 따라 동트골, 중산, 몽곡, 묵느므를 병합하여 무릉리라 한다. 이곳은 면소재지로서 남후초등학교, 면사무소, 지서 등이 있다.
- 상아리
  - 원래 아틈실(阿谷)은 상아리와 하아리을 통칭하는 명칭이다. 위쪽에 있다 하여 웃아틈실이라 하고, 아랫쪽에 있다고 해서 아래아틈실이라 부르고 있다.
- 하아리
  - 아틈실(阿谷) 아래쪽에 위치한 하아리 전체를 아래아틈실이라 부르며 다음과 같은 작은 마을을 통틀어 일컫는 마을이다.

## 행정 구역
| 법정리 | 행정리                    | 비고                   |
| ------ | ------------------------- | ---------------------- |
| 개곡리 | 개곡리                    |                        |
| 검암리 | 검암1리, 검암2리          |                        |
| 고상리 | 고상리                    |                        |
| 고하리 | 고하리                    |                        |
| 광음리 | 광음1리, 광음2리          |                        |
| 단호리 | 단호1리, 단호2리          |                        |
| 무릉리 | 무릉1리, 무릉2리, 무릉3리 | 면 행정복지센터 소재지 |
| 상아리 | 상아리                    |                        |
| 하아리 | 하아리                    |                        |

## 교육 기관
| 학교명                | 소재지                       | 비고        |
| --------------------- | ---------------------------- | ----------- |
| 남후초등학교          | 남후면 무릉길 104 (무릉리)   |             |
| 남후초등학교 아곡분교 | 남후면 아곡길 604 (하아리)   | 1999년 폐교 |
| 남후초등학교 단호분교 | 남후면 동서길 30-10 (단호리) | 1997년 폐교 |

## 주요 시설
- 무릉역 (현재 취급중지된 상태)
- 암산·무릉 유원지

## 문화재
- 안동 구리의 측백나무 자생지

## 교통
- 국도 제5호선